# Ocotea oblonga
Ocotea oblonga är en lagerväxtart. Ocotea oblonga ingår i släktet Ocotea och familjen lagerväxter.

## Underarter
Arten delas in i följande underarter:
- O. o. cuprea
- O. o. oblonga